# Leptobatopsis annularis
Leptobatopsis annularis är en stekelart som beskrevs av Dmitriy R. Kasparyan 2007. Leptobatopsis annularis ingår i släktet Leptobatopsis och familjen brokparasitsteklar. Inga underarter finns listade i Catalogue of Life.